# Hans Tschiggfrey

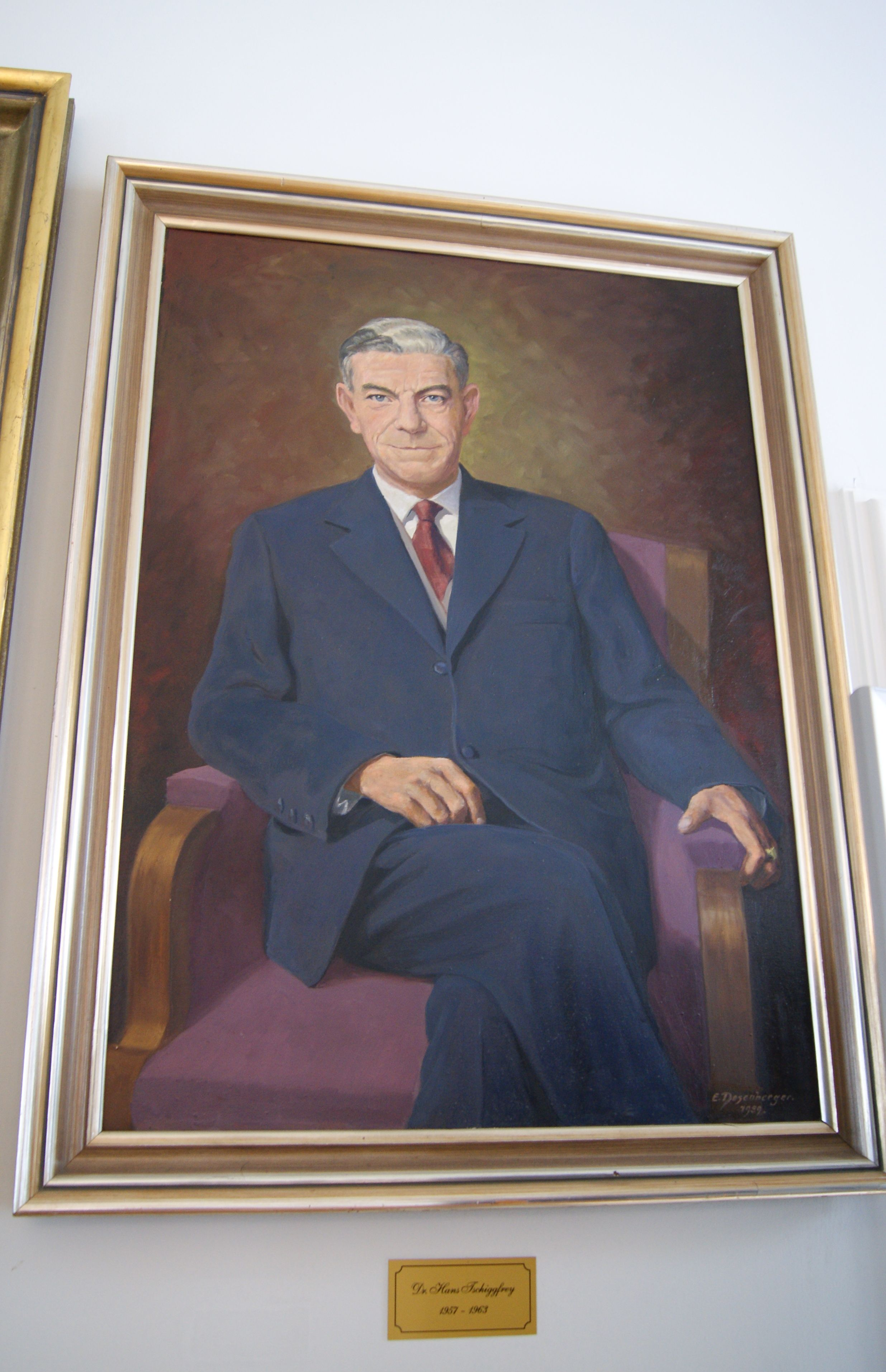
Hans Tschiggfrey – Bild im Rokokosaal des Alten Landhauses in Innsbruck.

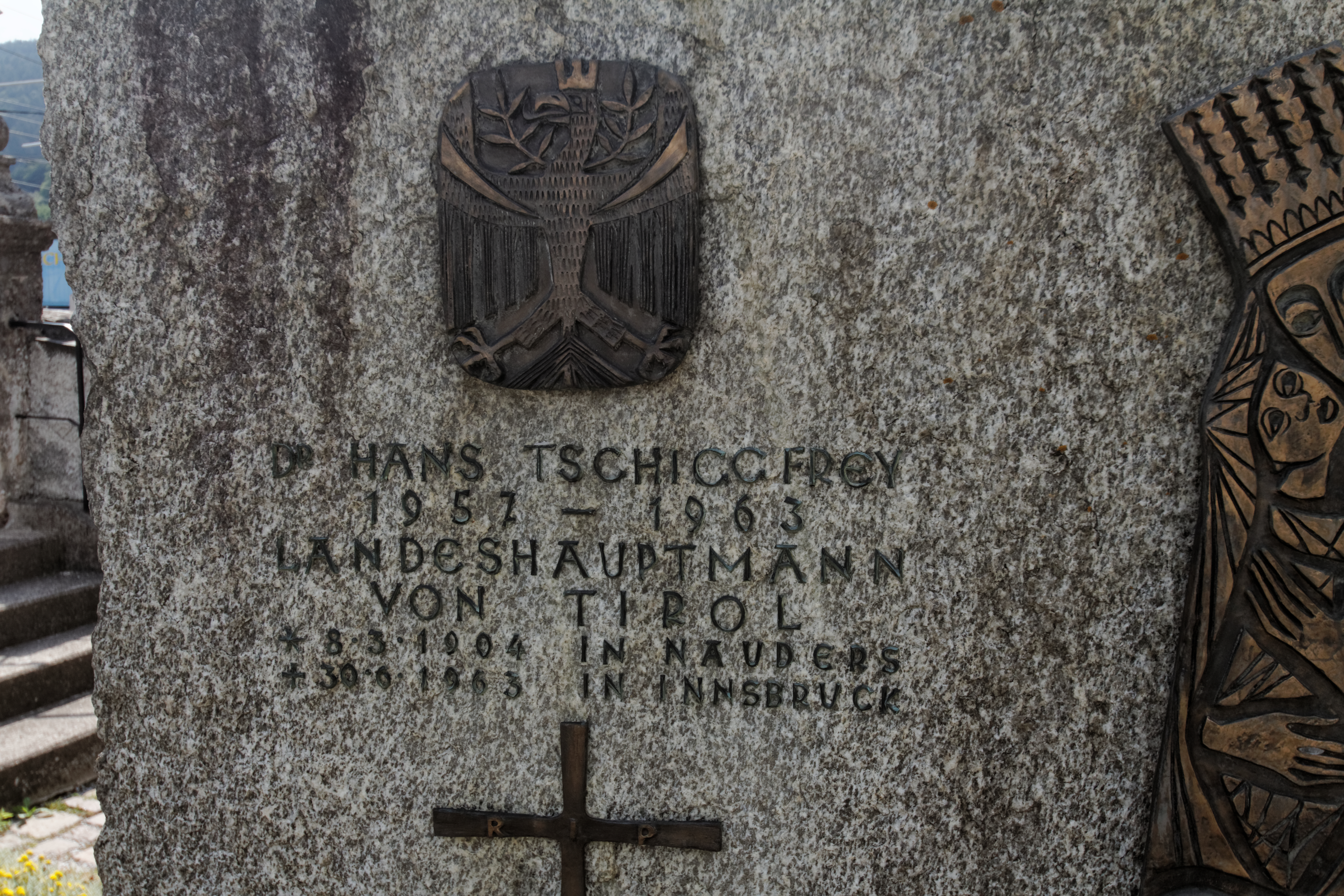
Grabstein auf dem Friedhof der Wiltener Basilika

Hans Tschiggfrey (* 8. März 1904 in Nauders; † 30. Juni 1963 in Innsbruck) war ein österreichischer Politiker (ÖVP).
Hans Tschiggfrey besuchte nach der Grundschule das Franziskanergymnasium in Hall in Tirol und studierte an der Universität Innsbruck Rechts- und Staatswissenschaft, wo er 1930 promovierte. Nach dem Gerichtsjahr war er Rechtsanwalt, und in der Folge arbeitete er in der Handelskammer. Er war ab Oktober 1938 Parteianwärter der NSDAP. Ob es danach zu einer Mitgliedschaft gekommen ist, muss dem Historiker Michael Wladika zufolge mangels Quellenlage offen bleiben.
1946 war er Leiter des Landwirtschaftsamts von Tirol, von 1953 bis 1963 Abgeordneter zum Tiroler Landtag, von 1949 bis 1963 Landesfinanzreferent und von 1957 bis 1963 Landeshauptmann von Tirol. Von 1962 bis 1963 war er Landesparteiobmann der Tiroler Volkspartei.
Unter seiner Regierung ließ das Land die Nachkriegsära hinter sich, die Wirtschaft normalisierte sich. Das Südtirol-Problem rückte mehr in das internationale Blickfeld.
Er war Urmitglied der katholischen Studentenverbindung KÖHV Leopoldina Innsbruck im ÖCV sowie Ehrenmitglied von drei weiteren ÖCV-Verbindungen (AV Raeto-Bavaria Innsbruck, AV Vindelicia Innsbruck und AV Austria Innsbruck).